# Ernest Dunlop Swinton

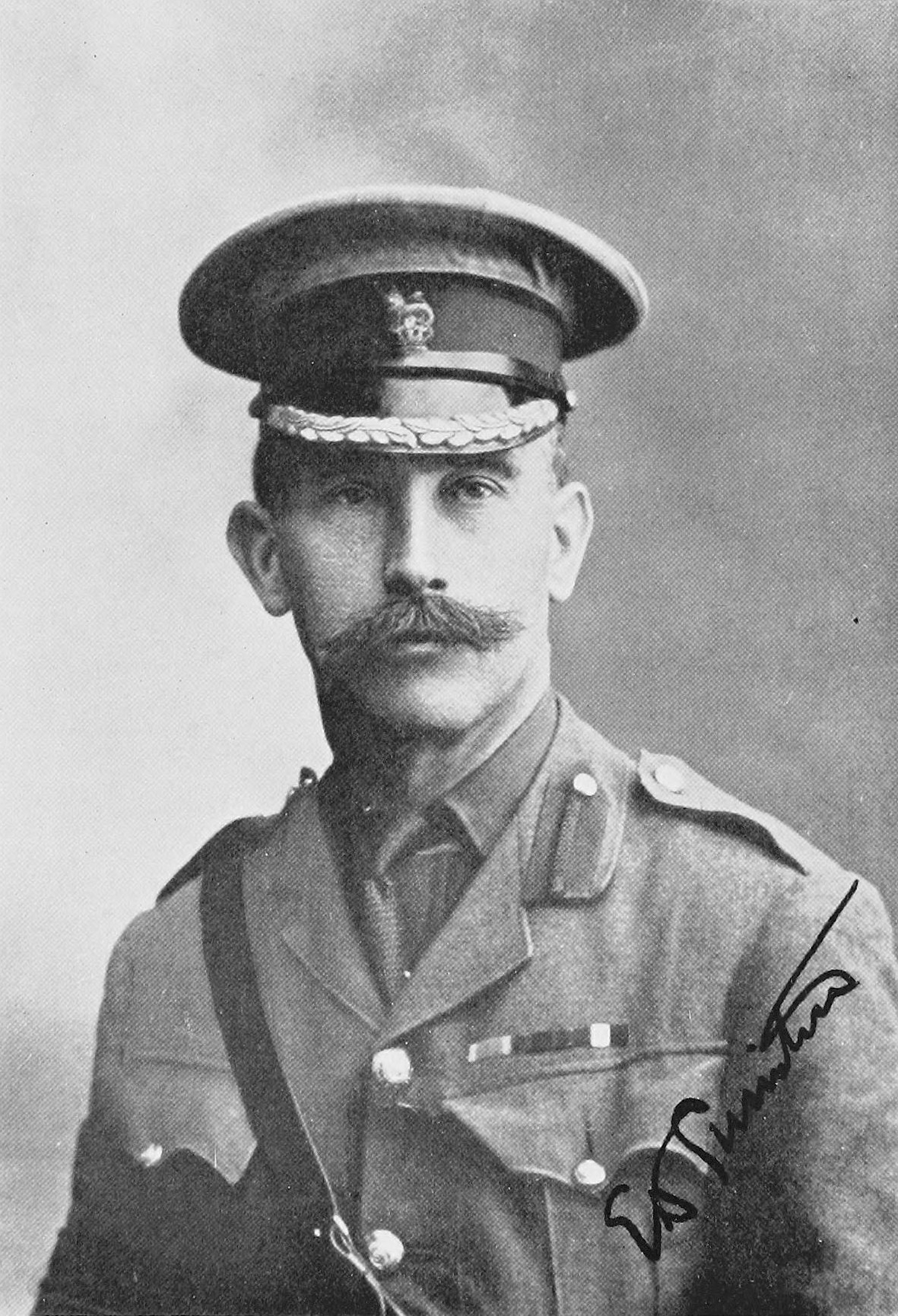
Ernest Dunlop Swinton

Sir Ernest Dunlop Swinton KBE, CB, DSO (* 21. Oktober 1868 in Bangalore, Britisch-Indien; † 15. Januar 1951 in Oxford) war ein britischer Offizier der British Army, zuletzt Major-General, und Autor.

## Leben
Swinton wurde als Sohn eines Richters in Britisch-Indien geboren und trat nach einer Ausbildung an der Royal Military Academy Woolwich 1888 als Offizier den Royal Engineers bei. Er war Teilnehmer des Zweiten Burenkriegs, wofür er mit dem DSO ausgezeichnet wurde, und begann danach eine Zweitkarriere als Militärschriftsteller. 1910 wurde er in die Historical Section des Committee of Imperial Defence versetzt, wo er über den Russisch-Japanischen Krieg schrieb, und wurde 1913 assistierender Sekretär dieser Einrichtung. Zu Beginn des Ersten Weltkrieges diente er als stellvertretender Direktor für Eisenbahntransport.

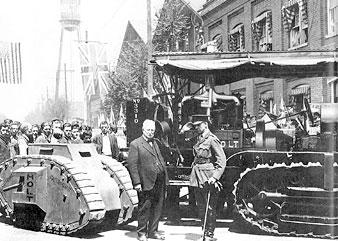
Benjamin Holt und Ernest Dunlop Swinton in Stockton, Kalifornien, April 1918

Nach dem Kriegsausbruch wurde er als Kriegsberichterstatter nach Frankreich geschickt und schrieb unter dem Autorennamen Eyewitness über das Geschehen an der Front. Hier entwickelte er, inspiriert vom amerikanischen Holt Caterpillar, die Idee für gepanzerte und bewaffnete kettengetriebene Fahrzeuge. Swinton war nur einer von vielen Leuten in mehreren Ländern, die ähnliche Ideen hatten, aber er hatte das Glück, Zugang zu hochrangigen Soldaten und Politikern zu haben. Es gelang ihm jedoch nicht, jemanden davon zu überzeugen, seine Idee zu übernehmen.
In der Zwischenzeit führte Winston Churchill, Chef der britischen Marine, Gespräche mit Marineoffizieren, die Erfahrung im Betrieb von gepanzerten Radfahrzeugen in Belgien hatten. Er setzte ein Komitee ein, um gepanzerte Fahrzeuge zu entwickeln, die Schlachtfelder überqueren könnten. Das Ergebnis war der erste britische Panzer.
Swinton wurde, zum Lieutenant Colonel befördert, mit der Ausbildung der ersten britischen Tank-Einheiten beauftragt. Der Name Tank für die britischen Panzer geht auf seine Anregung zurück. Nach dem amerikanischen Kriegseintritt 1917 reiste er in die Vereinigten Staaten, um für die Kriegsanleihen zu werben.
Von 1925 bis 1939 war er Chichele Professor of Military History an der University of Oxford. Von 1934 bis 1938 war er Colonel Commandant des Royal Tank Corps. Swinton war verheiratet und hatte drei Kinder.

## Werke (Auswahl)
- The Defence of Duffer's Drift, pseudonym of "Lieutenant Backsight Forethought" BF.
- The Green Curve, 1909, pseudonym of "O'le Luk-Oie"
- Tab Dope, 1915, pseudonym of "O'le Luk-Oie"
- The Study of War, 1926
- Eyewitness, 1932
- An Eastern Odyssey, 1935
- Over My Shoulder, 1951

## Preise und Auszeichnungen (Auswahl)
- Distinguished Service Order (DSO) – 29. November 1900 – in Anerkennung der Dienste während der Operationen in Südafrika
- Ritter der Ehrenlegion – 1916
- Companion of the Order of the Bath (CB) – 12. Februar 1917 – in Anerkennung der Dienste während des Ersten Weltkrieges
- Knight Commander of the Order of the British Empire (KBE) – 2. Juni 1923